# Milà-Sanremo 1982
La Milà-Sanremo 1982 fou la 73a edició de la Milà-Sanremo. La cursa es disputà el 20 de març de 1982 i va ser guanyada pel francès Marc Gomez, que s'imposà en solitari a la meta de Sanremo.
260 ciclistes hi van prendre part, acabant la cursa 81 d'ells.

## Classificació final
|    | Ciclista           | Equip                     | Temps      |
| -- | ------------------ | ------------------------- | ---------- |
| 1  | Marc Gomez         | Wolber-Spidel             | 7h 04' 12" |
| 2  | Alain Bondue       | La Redoute-Motobecane     | + 10"      |
| 3  | Moreno Argentin    | Sammontana-Benotto        | + 2' 01"   |
| 4  | Francesco Moser    | Famcucine                 | m. t.      |
| 5  | Tommy Prim         | Bianchi-Piaggio           | m. t.      |
| 6  | Claudio Bortolotto | Del Tongo-Colnago         | m. t.      |
| 7  | Silvano Contini    | Bianchi-Piaggio           | m. t.      |
| 8  | Patrick Versluys   | Sunair-Colnago-Campagnolo | + 2' 42"   |
| 9  | Leo van Vliet      | TI-Raleigh-Campagnolo     | + 3' 35"   |
| 10 | Walter delle Case  | Atala-Campagnolo          | m. t.      |